# Качка (Великопольське воєводство)
Качка (пол. Kaczka) — село в Польщі, у гміні Добра Турецького повіту Великопольського воєводства.
У 1975-1998 роках село належало до Конінського воєводства.